# Filip al IV-lea al Spaniei
 Filip al IV-lea al Spaniei (spaniolă Felipe IV), (n. 8 aprilie 1605, Valladolid, Castilia și León, Spania – d. 17 septembrie 1665, Cuarto bajo del Rey⁠(d), Madrid⁠(d), Spania) a fost rege al Spaniei (sub numele de Filip IV în Castilia și Filip III în Aragon) și rege al Portugaliei sub numele de Filip al III-lea (portugheză Filipe III). A urcat pe tron în 1621 și a domnit în Spania până la moartea sa și în Portugalia până în 1640. Filip a fost un patron al artelor, inclusiv al artiștilor ca Diego Velázquez, și a domnit în Spania în timpul perioadei dificile din timpul Războiului de Treizeci de Ani.  
În ajunul morții sale, în 1665, Imperiul spaniol a ajuns la 12,2 milioane km2 dar în alte privințe a fost în declin, proces la care a contribuit incapacitatea lui Filip de a realiza reforma internă și militară. 

## Viața personală

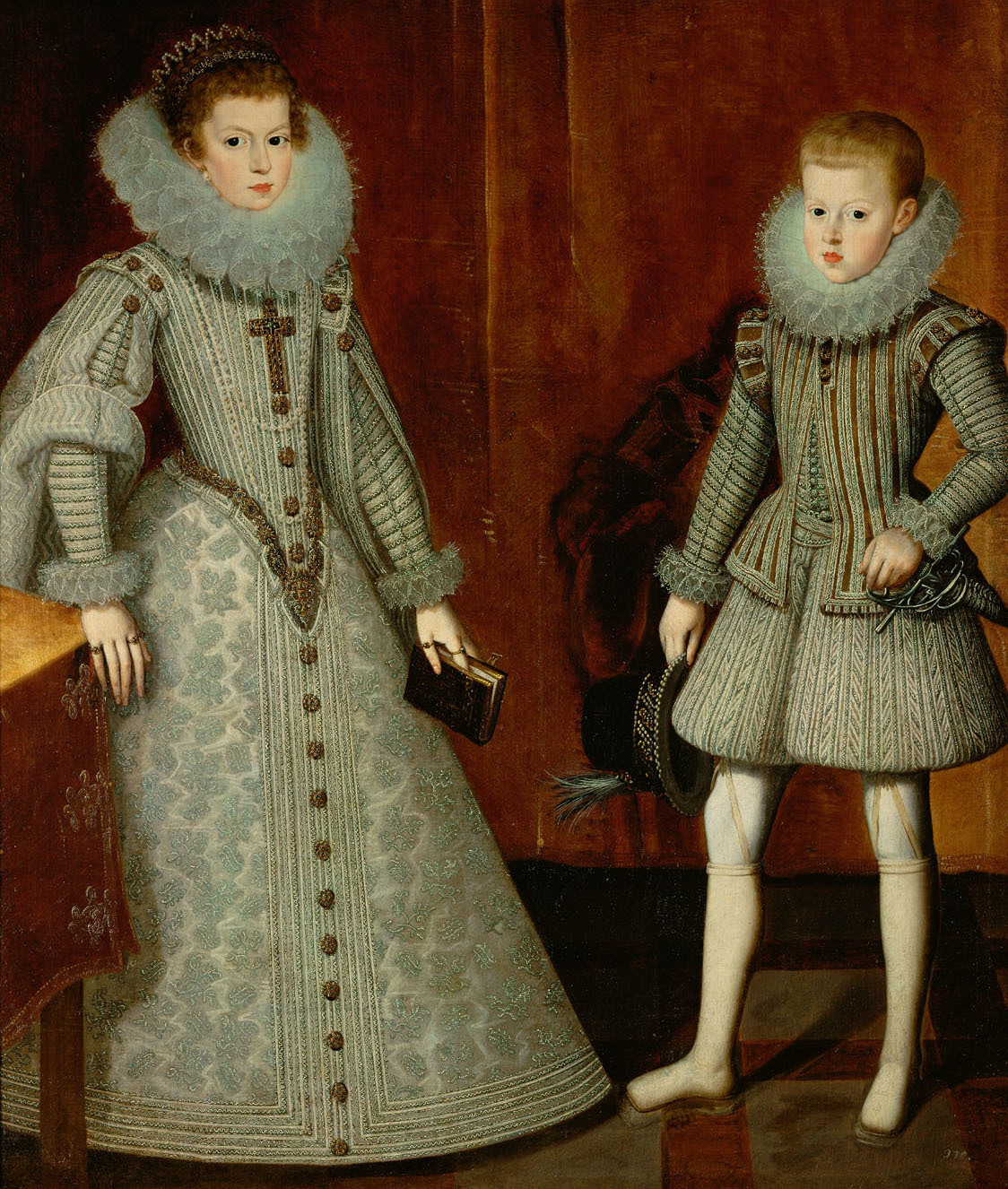
Filip și sora lui mai mare, Ana de Austria, în 1612, de Bartolomé González y Serrano.

Filip al IV-lea, cel mai mare fiu al regelui Filip al III-lea și al Margaretei de Austria, s-a născut la Valladolid. În 1615, la vârsta de 10 ani, Filip s-a căsătorit cu Elisabeta a Franței în vârstă de 13 ani; relația lor n-a fost foarte apropiată. Unii chiar au sugerat că mai târziu, Olivares, ministrul său cheie, a încercat în mod deliberat să-i păstreze pe cei doi îndepărtați pentru a-și menține influența, încurajându-l pe Filip să-și ia amante. Filip a avut șapte copii cu Elisabeta dintre care un singur fiu, Baltasar Carlos, care a murit la vârsta de 16 ani, în 1646. Decesul fiului său l-a șocat profund pe rege, care pare să fi fost un tată bun conform standardelor vremii. Elisabeta a conspirat cu alți nobili spanioli pentru a-l îndepărta pe Olivares de la curte în 1643 și pentru o scurtă perioadă ea a avut o influență considerabilă asupra lui Filip.
După decesul Elisabetei, Filip s-a recăsătorit în 1646 cu Mariana de Austria, nepoata lui Filip și fiica împăratului Ferdinand. Alegerea a fost ghidată de politică și de dorința lui Filip de a consolida relația cu Austria habsburgică. Mariana a născut cinci copii însă numai doi au atins vârsta adultă: o fiică, Margarita Teresa născuți în 1651, și viitorul Carol al II-lea în 1661, care însă a fost bolnăvicios și permanent în pericol de a muri, ceea ce a făcut ca linia de succesiune să fie nesigură.
În mod privat, Filip pare să fi avut o personalitate mai plăcută. Când era mai tânăr, s-a spus că avea un simț ascuțit al umorului și un "mare sentiment de distracție". De-a lungul domniei sale, el a participat la "academii" din Madrid - acestea erau saloane literare care aveau scopul de a analiza literatura contemporană și poezia, cu un dram de umor. A fost un pasionat al teatrului, uneori criticat de contemporani pentru dragostea sa pentru spectacole "frivole". Alții au captat personalitatea sa privată ca "bun, blând și amabil". Cei apropiați ai pretins că era competent academic, cu o bună stăpânire a limbii latine, geografie, și că putea vorbi bine limbile franceză, portugheză și italiană. Ca mulți dintre contemporanii săi, inclusiv Olivares, a fost interesat de astrologie. Traducerea lui de mână a textelor lui Francesco Guicciardini încă există.
Deși interpretările asupra rolul lui Filip în guvern s-au îmbunătățit în ultimii ani, descrierea făcută de contemporanul Diego Velázquez asupra slăbiciunii lui Filip - că "nu are încredere în el și ascultă de alții prea mult" - rămâne existentă. Deși convingerile catolice ale lui Filip nu mai atrag critici din partea scriitorilor de limba engleză, Filip este încă perceput de a fi fost "pios în mod nejustificat" în viața sa personală. În special, din 1640 încoace el a solicitat sfatul unei starețe, María de Ágreda, cu care a schimbat mai multe scrisori.
Acest lucru nu l-a oprit pe Filip de a avea numeroase aventuri, în special cu actrițe; cea mai faimoasă dintre acestea a fost actrița-amantă María Inés Calderón (La Calderona), cu care a avut un fiu în 1629, Juan José, care a fost crescut ca un prinț regal. Pe la sfârșitul domniei, și cu sănătatea șubredă a lui Carlos, a existat o posibilitate reală ca Juan José să pretindă tronul. 

## Domnie

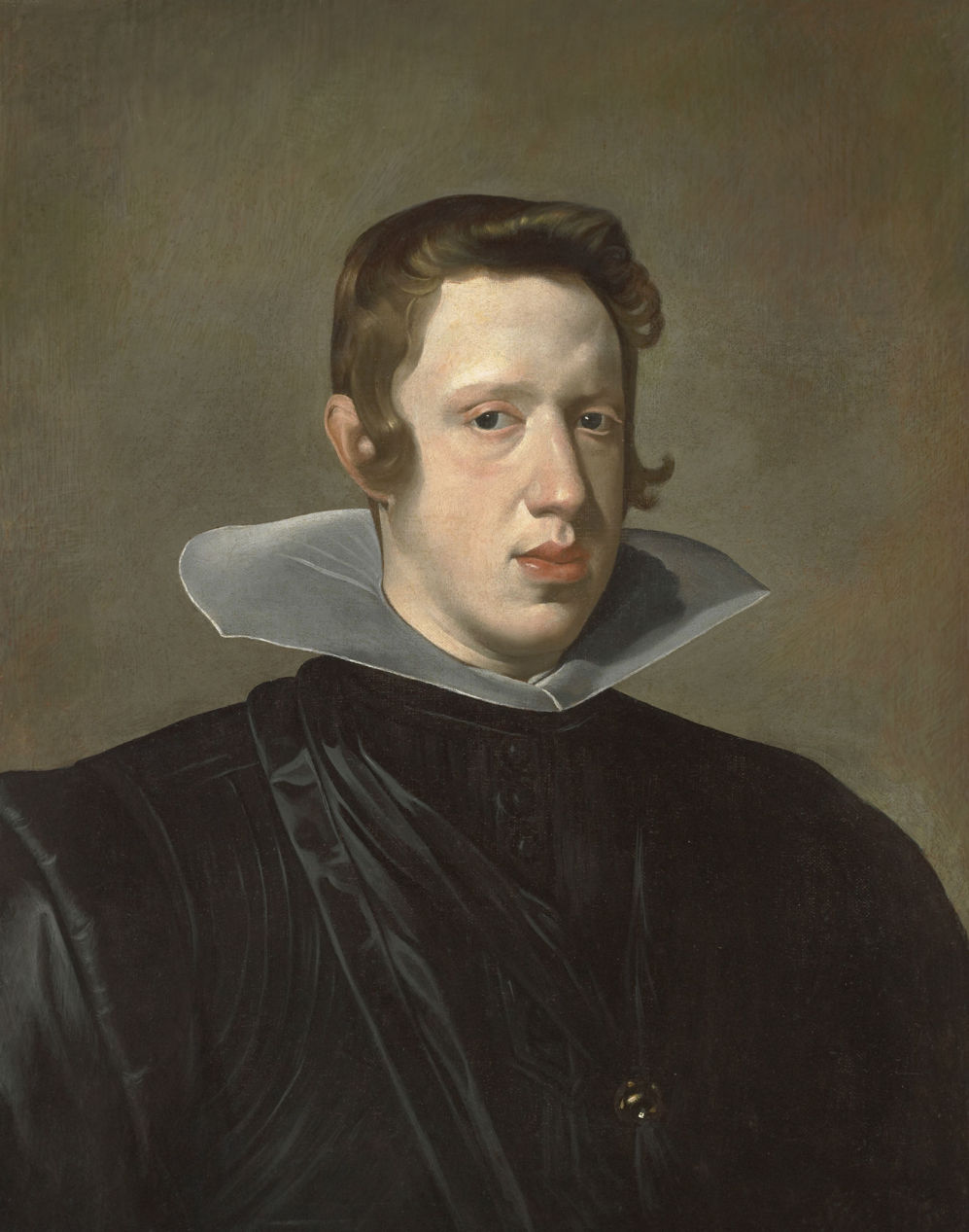
Prtret al tânărului Filip al IV-lea în 1623 de Diego Velázquez.

În timpul domniei regelui Filip al III-lea, curtea regală a fost dominată de familia Sandoval, în mod special de ducele de Lerma, principalul favorit și primul ministru pentru aproape toată domnia regelui. Când Filip al IV-lea a venit la putere, influența familiei Sandoval a fost subminată de o coaliție a nobililor, condusă de Don Baltasar de Zúñiga. De Zúñiga a început să dezvolte propria sa influență asupra viitorului rege, apoi și-a introdus propriul nepot, Olivares, prințului, pe atunci în vârstă de 10 ani. De-a lungul unui an, relația dintre Filip și Olivares a devenit foarte apropiată,  cu toată tendința lui Filip spre lipsa de încedere și timiditate contracarată de hotărârea și determinarea lui Olivares. 
Rapid Olivares a devenit sfătuitorul de încredere al lui Filip și atunci când Filip a urcat pe tron, în 1621, la vârsta de 16 ani, el și-a arătat încrederea în Olivares ordonând ca toate documentele care necesitau semnătura regală să fie mai întâi trimise ducelui. Filip l-a păstrat pe Olivares drept confidentul și prim-ministru său pentru următorii douăzeci de ani.
La începutul domniei sale, Filip era trezit de Olivares dimineața pentru a discuta despre treburile de stat zilnice și se întâlneau de mai mult de două ori pe zi; mai târziu, acestă rutină a scăzut până la o scurtă întâlnire cu privire la politică în fiecare zi. Cu toate acestea, Filip a intervenit de mai multe ori în politici în perioada 1641–1642 și s-a sugerat că Filip a acordat mai multă atenție în procesul de elaborare de politici decât a fost se acorda în mod tradițional; unele istorii recente merg atât de departe ca să-l descrie ca fiind "conștiincios" în elaborarea politicilor, deși este încă criticat pentru eșecul său de a nu lua decizii în timp util.

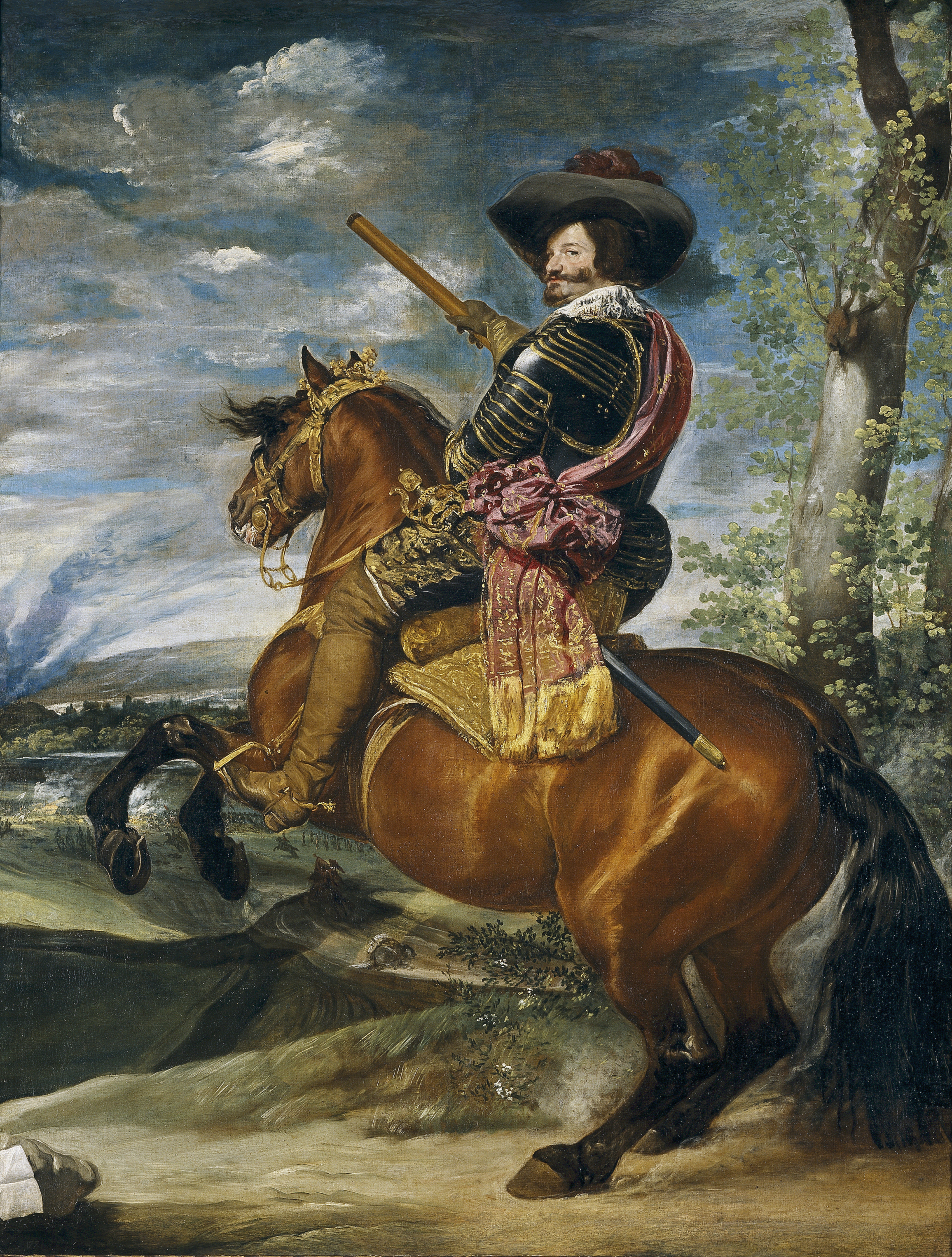
Favoritul regelui Filip al IV-lea, Contele-Duce Olivares, de Diego Velázquez.

Relația strânsă dintre Filip și Olivares a fost demonstrată de faptul că portretele au fost amplasate unul lângă altul, la palatul Buen Retiro — un act nemaiauzit în Europa acelor vremuri. Totuși, relația celor doi nu a fost una simplistă. Pe parcursul relației lor, ei s-au certat de câteva ori ca urmare a diferențelor dintre personalități și a diferențelor de opinie asupra politicilor lor.
Sub influența lui Zúñiga și Olivares, Filip a luat  sub administrație proprietățile Ducelui de Lerma - extinse considerabil în timpul perioadei cât a fost favorit al regelui - și l-a îndepărtat din funcție pe Cristóbal de Sandoval, Duce de Uceda, fiul lui Lerma, cel care l-a ajutat inițial pe Zúñiga să-l elimine pe tatăl său pentru a avansa el însuși. Comunicările inițiale ale lui Filip au reflectat o intenție de a reforma monarhia pe o poziție sobră, morală cum era sub bunicul său, inclusiv selectarea miniștrilor care au servit sub Filip al II-lea.
În trecut Filip a fost considerat a fi fost "lipsit de imaginație" în politica lui, dar istorii recente au subliniat elementele mai radicale ale primele sale două decenii la putere. La începutul secolului al XVII-lea în Spania era o atmosferă febrilă, numeroși arbitrista oferind sfaturi de a rezolva problemele Spaniei; aceste sfaturi puteau fi date cu condiția ca scopul să fie consolidarea coroanei.
În urma căderii de la putere a lui Olivares în mijlocul crizei din 1640-1643, victimă a politicilor eșuate și a geloziei nobililor excluși de la putere, Filip a anunțat inițial că va conduce singur, devenind, de fapt, propriul său prim-ministru. Sistemul de guvernare junta a început să fie dezmembrat în favoarea vechiului sistem. Cu toate acestea, domnia personală s-a pronunțat printr-un favorit regal, inițial Luis de Haro, un nepot al lui Olivares și tovarăș de joacă din copilărie a lui Filip.  De Haro nu a fost foarte apreciat de către istorici; comentariul unuia a fost că Haro a fost "întruchiparea mediocrității", nu este atipic. După decesul lui Haro în 1661, ginerele lui Olivares, Ducele de Medina de las Torres, a devenit favorit regal.

### Politica externă și Războiul de Treizeci de Ani

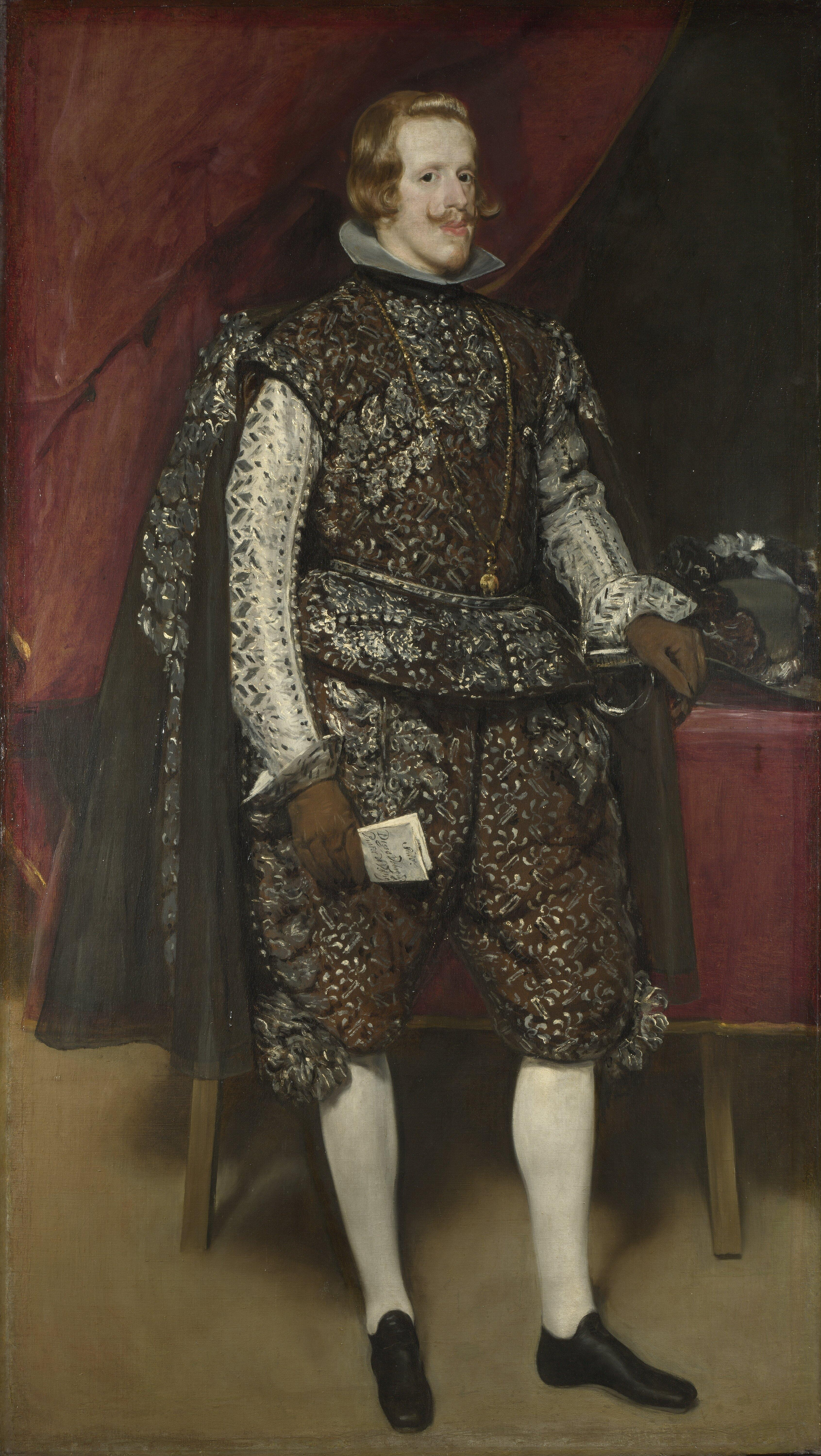
Filip al IV-lea în culmea succesului său, pictură de Diego Velázquez, c.1631-2.

Filip a fost la domnie în cea mai mare parte a Războiului de Treizeci de Ani din Europa, o perioadă turbulentă de istorie militară. În ultimii ani de domnie ai lui Filip al III-lea, Baltasar de Zúñiga îl convinsese să intervină militar în Boemia și Electoratul Palatinat de partea împăratului Ferdinand al II-lea. După ce Filip a venit la putere, a fost convins de Zúñiga și Olivares că ar trebui să angajeze Spania într-o politică externă mai agresivă, în alianță cu Sfântul Imperiu Roman. Acest lucru a dus ca Filip să reînnoiască ostilitățile cu olandezii în 1621 într-o încercare de a aduce provinciile la masa de negocieri cu scopul de a realiza un tratat de pace favorabil intereselor globale spaniole. În ciuda acestei schimbări de politică, Filip nu pare să fi fost deosebit de belicos; de timpuriu el a menționat că moștenind un imperiu așa de mare, un război undeva în teritoriile sale era o condiție inevitabilă,  și a părut cu adevărat supărat atunci când a venit la putere și a văzut cât de mulți oamenii din Castilia au plătit "în sânge", pentru a sprijini războaiele predecesorilor săi regali.
Anii 1620 au fost ani buni pentru politica externă spaniolă: războiul cu olandezii a mers bine, chiar dacă cu o mare cheltuială, culminând cu recucerirea orașului cheie din Breda în 1624. Totuși, până la sfârșitul deceniului, guvernul lui Filip a fost confruntat cu întrebarea dacă să acorde prioritate războiul din Flandra sau relației Spaniei cu Franța, în timpul Războiului de Succesiune Mantuan (1628-1631). Sfătuitorii lui Filip au recomandat prioritizarea războiul din Flandra, luarea de măsuri pentru a proteja drumul spaniol în Țările de Jos, dar cu costul antagonizării lui Ludovic al XIII-lea. Această strategie s-a dovedit a fi un dezastru. În ciuda proaspetelor succese spaniole de la mijlocul anilor 1630 - în special, triumful guvernului lui Filip în ridicarea unei armate spaniole noi, cu care a mers în Germania pentru a învinge forțele protestante conduse de suedezi în Bătălia de la Nördlingen în 1634 — tensiunile crescând cu Franța au dus la un război inevitabil între cele două state catolice. Olivares l-a informat pe Filip că războiul care se apropia cu Franța ar fi totul sau nimic, Spania va câștiga sau va decădea.
Războiul spaniolo-francez care a urmat din 1635 încoace, nu a avut un sfârșit previzibil. Succese spaniole timpurii au amenințat Parisul și chiar și după înfrângerea spaniolă la Rocroi, Spania a rămas un adversar puternic. Dar, începând cu 1640, o perioadă care a văzut revolte pe scară largă în toate teritoriile spaniole în semn de protest față de costurile în creștere ale conflictului, Spania a constatat că îi este greu să susțină războiul. Filip a reacționat la amenințarea franceză și în cele din urmă a abandonat strategia sa "mai întâi Țările de Jos"; resursele pentru armata din Flandra au fost tăiate cu sălbăticie și lupta împotriva rebelilor care sprijineau Franța a avut prima prioritate.
La scurt timp după Rocroi, Filip - care acum trebuia să-și respingă favoritul, Olivares - a emis instrucțiuni către ambasadorii săi să caute un tratat de pace. Pacea de la Westfalia l-a înlocuit pe Olivares cu Luis de Haro, a rezolvat Războiul de Optzeci de ani din Țările de Jos și războaiele din Germania dar nu și conflictul cu Franța. Filip a răspuns la slăbiciunea percepută de Franța în timpul răscoalelor Frondei din 1648 de a continua lupta; personal a luat responsabilitatea pentru decizia de a începe o nouă ofensivă împotriva francezilor în Catalonia în 1651. Victoria asupra Franței nu a apărut însă, și prin 1658, după pierderea Dunkerque în fața forțelor anglo-franceze, Filip era în favoarea păcii. Tratatul de la  Pyrenees din 1659 și căsătoria fiicei lui Filip, Maria Tereza, cu tânărul rege Ludovic al XIV-lea  a pus capăt în cele din urmă lungilor războaie europene.

## Familie

#### Frați
- Ana de Austria, Regina Consoartă a Franței și a Navarei (n. 22 septembrie 1601 — d. 20 ianuarie 1666); A fost căsătorită cu Ludovic al XIII-lea al Franței cu care a avut 2 fii.
- Maria (1 Februarie 1603 – 2 Martie 1603); A murit la o lună după naștere.
- Maria Ana a Spaniei, Împărăteasă Consoartă a Sfântului Imperiu Roman (8 august 1606 – d. 13 mai 16346); S-a căsătorit cu Ferdinand al III-lea, Impărat al Sfântului Imperiu Roman cu care a avut 6 copii
- Prințul Carlos al Spaniei (15 Septembrie 1607 – 30 Iulie 1632); A murit la vârsta de 24 de ani fără moștenitori.
- Prințul Ferdinand al Austriei (Mai 1609/1610 – 9 Novembrie 1641); Cardinal și Comandant militar
- Princess Margareta a Spaniei (24 Mai 1610 – 11 Martie 1617); A murit în copilărie.
- Prințul Alonso al Spaniei (22 Septembrie 1611 – 16 Septembrie 1612); După o luna de la nașterea sa, mama lui, Regina Consoartă Margareta s-a stins din viață

#### Copii
Cu Elisabeta de Bourbon,  fiica lui Henric al IV-lea al Franței — căsătorit în  1615 la Burgosp
- Maria Margareta a Austriei, Prințesă a Spaniei (14 August 1621 – 15 August 1621)
- Margareta Maria Catherina a Austria, Prințesă a Spaniei (25 Noiembrie 1623 – 22 Decembrie 1623)
- Maria Eugenia a Austrie, Prințesă a Spaniei  (26 Noiembrie 1625– 21 Decembrie 1627)
- Isabella Maria Theresaa Austriei, Prințesă a Spaniei (31 Octombrie 1627 – 1 Noiembrie 1627)
- Baltasar Carlos, Prinț de Asturia (17 octombrie 1629 - 9 octombrie 1646). A murit de variolă.
- Francis Ferdinand a Austria, Prinț al Spaniei (n.12 Martie 1634)
- Maria Anna Mariana Antonia a Austriei, Prințesă a Spaniei ( 17 Ianuarie 1636 – 5 Decemberie 1636)
- Maria Theresa a Spaniei, Regină Consoartă a Spaniei (n. 10 septembrie 1638 – d. 30 iulie 1683); S-a căsătorit cu Ludovic al XIV-lea, Rege al Franței, și au avut 6 copii, insă doar unul a supraviețuit până după adolescență.

Cu nepoata sa, Arhiducesa Mariana Ana a Austria, Fiica lui Ferdinand al III-lea și al surori sale, Maria Ana a Spaniei, Impărăteasă Consoartă a Sfântului Imperiu Roman — în 1649
- Margareta Theresa a Spaniei, Impărăteasă Consoartă a Sfântului Imperiu Roman (12 iulie 1651 – 12 martie 1673), S-a căsătorit cu Leopold I, Împărat Roman, și a avut 4 copii.
- Maria Ambrosia de la Concepción a Austrie, Prințesă a Spaniei (1655)
- Filip Prospero al Austriei, Print de Austurias (1657–1661); Acesta se imbolnăveavă ușor datorită probabil de mariajele intre verișori din familia Hasburg.
- Ferdinand Tomas Carlos al Austrie, Prinț al Spaniei (1658–1659)
- Carol al II-lea, Rege al Spaniei (1661–1700); S-a căsătorit de doua ori dar nu a avut copii și a avea numeroase defecte din naștere.

Cu amanta sa, Actriță, María Calderón:
- Juan Joséph (cel Tânar) al Austriei, care a devenit prim ministru al Spaniei (1629 – 1679)